# Notopteroidei
Notopteroidei es un suborden del grupo Osteoglossiformes  conteniendo a Notopteridae (pez cuchillo) y Mormyridae (peces elefantes) y también a familias extintas.